# Milícies confederals
Les milícies confederals van ser una milícia popular, organitzada durant la Guerra Civil espanyola per la CNT i FAI, que va tenir un important paper en la Guerra Civil espanyola. Després de l'alçament de l'exèrcit del 18 de juliol de 1936 es van formar, en les zones on va fracassar la revolta, grups armats de civils organitzats pels partits polítics i els sindicats que es van unir a les restes de les unitats regulars de l'exèrcit i les forces de seguretat estatals que van romandre fidels a la República.
| « | Durant el període de les milícies, la pràctica desaparició de qualsevol sector de l'exèrcit, fidel al govern i el fervor revolucionari que s'estava estenent per tot el país, van ser les causes de la ràpida aparició d'un improvisat exèrcit de voluntaris, disposats a acabar amb els últims reductes dels revoltats. Les estimacions més ajustades parlen de més de 100.000 milicians en tot l'Estat. La meitat d'ells pertanyien als sindicats de la CNT, 30.000 a la UGT, 10.000 al Partit Comunista, 5.000 al Partit Obrer d'Unificació Marxista (POUM) (en la seua major part, a Catalunya). A les milícies obreres es va unir un contingent de 12.000 guàrdies d'assalt, alguns centenars de guàrdies civils, alguns milers de soldats i tot just 200 oficials de l'antic exèrcit. | » |

La formació típica d'aquestes milícies espontànies va ser la columna. Important assenyalar que la majoria dels integrants de les columnes eren anarquistes, els quals eren antimilitaristes (molts fins i tot havien estat insubmisos al servei militar) però la situació bèl·lica els va portar a ingressar en les milícies.